# 金剛對哥吉拉
《金剛對哥吉拉》（日语：キングコング対ゴジラ）是1962年8月11日上映的日本電影，哥吉拉系列電影的第3部作品，也是東寶創立30周年的記念作品。此片奠定了「大怪獸對決」的日本怪獸電影風格，上映時正好是日本電影的高峰期，日本觀眾人數達到1255萬人，為哥吉拉歷代作品裡最高票房。

## 劇情概要
太平洋製藥公司的宣傳部部長多胡，因為在電視台的「世界驚異系列」節目收視率不佳，為了拯救節目的收視率，派出探員櫻井及古江前往所羅門群島的法魯島去探訪該島的巨大魔神—金剛。另一方面，北極出現了一座發光的冰山，聯合國派出特勘隊搭乘核能潛艇前往探查，不料潛艇撞上了冰山，而冰山突然崩裂，原子大怪獸－哥吉拉出現，並且摧毀了潛艇使得潛艇上的人全數罹難。此後哥吉拉不但破壞了北極基地，更朝向日本接近。而多胡派出的探員櫻井和古江在法魯島已經找出金剛的行蹤，但卻差點成為島上土著人民的獵物，經過嚮導的交涉協調之下，酋長才勉為其難讓兩人留下。
當晚古江因為不適應熱帶氣候而發高燒，在旁照顧他的酋長兒子便想到海邊茅屋拿些紅果汁給古江喝，卻不料碰上巨大的八爪章魚突然出現襲擊村民，在所有人面臨危機之刻，魔神金剛被喚醒，並出現打跑了章魚怪，後來村民為了安撫金剛，讓其喝下紅果汁後在歌聲的催眠下金剛便沉睡了過去。多胡搭乘了直升機來到了第二新盛號船上和櫻井及古江會合，準備把金剛一起運回到日本。
此時，櫻井的妹妹－美子得知男朋友藤田所搭乘的船隻在海外失事，當晚搭乘火車前往接近出事地點的松島灣。但是列車行駛的地區正巧位於哥吉拉登陸的地區，由於哥吉拉的步步逼近，整台列車被迫停駛，乘客們紛紛下車逃命。而美子因趕不上避難運輸車被遠遠的拋在後方，眼看著運輸車揚長而去。就在這時候大難不死的藤田駕駛吉普車來到此地及時解救了美子。
隔天，第二新盛號船在運輸途中，金剛突然驚醒，眾人情急之下只好引爆乘載金剛的竹筏上的炸藥，使金剛沉入海中。之後金剛從那須原登陸，以動物與動物之間的感應本能朝著哥吉拉的方向而去，此時的金剛和哥吉拉碰頭展開了對決，但是金剛因害怕哥吉拉所吐出之高溫熱線因此落敗。此後哥吉拉繼續往東京方向前進，但由於防衛隊在東京周圍部署了高壓電塔，遭到高壓電流阻擋的哥吉拉只好沿著周邊移動到富士山。
當晚，追尋哥吉拉蹤跡的金剛來到，它推倒了高壓電塔並吸收了電能，並進入東京大肆破壞。此時一輛列車經過，美子剛好乘坐在其中，金剛攔截了列車並抓走美子，一直到了國會議事堂才停了下來，防衛隊發射多胡從巴魯島帶回來的麻醉劑－紅果汁，並由櫻井拍打當地原住民的鼓，使得金剛再度昏睡過去。後來他們運用藤田所製作的擁有特殊纖維的繩子，將金剛綁起來運送到哥吉拉出現的地點，此時金剛也甦醒了，遇上哥吉拉再度與其展開一番激戰。
打鬥過程中金剛一直被哥吉拉壓倒性的攻勢打得節節敗退，直到一陣閃電引發了金剛體內的電能，金剛利用電流攻擊才得以扭轉局勢，最後雙方激烈的扭打波及了熱海古城並使之倒塌，最後雙雙落入了海中。片刻後只見金剛浮出水面，櫻井在直升機上用無線電詢問重澤博士是否要留住金剛？博士則說讓其回去，畢竟它懷念它的島嶼，之後金剛帶著勝利朝著巴魯島的方向離去。
影片最後，重澤博士語出驚人地表示：「我不知道哥吉拉是否死了？但我認為人類也應該學習適應大自然的生命力！」這句話點出了世人的盲點。

## 登場怪獸
- 怪獸王 哥吉拉
- 大怪力怪獸 金剛
- 海魔 大章魚

## 演員
- 櫻井修：高島忠夫
- 藤田一雄：佐原健二
- 古江金三郎：藤木悠
- 多胡部長：有島一郎
- 重澤博士：平田昭彥
- 東部方面隊總監：田崎潤
- 櫻井ふみ子：濱美枝
- たみ江：若林映子
- 牧岡博士：松村達雄
- 大貫博士：松本染升
- 翻譯：大村千吉
- 酋長：小杉義男
- 祈禱師：澤村いき雄
- チキロ的母親：根岸明美
- 大林：堺左千夫
- 太平洋製藥社員：千葉一郎、加藤春哉
- 海上自衛隊幹部：三島耕
- 東部陸自部長：桐野洋雄
- 第二新盛丸船長：田島義文
- 第二新盛丸通信員：中山豐
- 解說者：田武謙三
- 爆破責任者：山本廉

## 製作人員
- 監製：田中友幸
- 劇本：關澤新一
- 音樂：伊福部昭
- 製作：清水雅
- 攝影：小泉一
- 助理導演：橋本幸治
- 導演：本多豬四郎
- 特技導演：圓谷英二
- 特技攝影：有川貞昌、富岡義教
- 哥吉拉：中島春雄、手塚勝巳
- 金剛：廣瀨正一

## 外部連結
- 互联网电影数据库（IMDb）上《金剛大戰哥斯拉》的资料（英文）